# Milpa Alta
Milpa Alta is een van de zestien gemeentes van Mexico-Stad. Milpa Alta heeft 137.927 inwoners (2015) en is daarmee de minst bevolkte gemeente van de stad.
Milpa Alta is de meest landelijke van de gemeentes van Mexico-Stad. De inwoners zijn verspreid over verschillende plaatsen, waarvan San Pedro Actopan de bekendste is.